# Savva Novikov
Savva Novikov, né le 27 juillet 1999 à Toula, est un coureur cycliste russe.

## Biographie
En 2018, Savva Novikov s'impose sur le Circuito Guadiana, inscrit au calendrier de la Coupe d'Espagne de cyclisme,. Il remporte également une étape et le classement général du Tour de Valence. 

## Palmarès sur route

### Par année
- 2016
  - 2e du Trofeu 15 d'Abril
  - 2e du Mémorial Roberto Toffoletti
  - 2e de la Coppa Pietro Linari
- 2018
  - Circuito Guadiana
  - Volta al Montsià
  - Tour de Valence :
    - Classement général
    - 2e étape

  - 2e du Trofeu Sant Bartomeu
- 2019
  - 4e étape du Tour de Roumanie
  - Tour d'Iran - Azerbaïdjan :
    - Classement général
    - 3e étape

  - 2e du Tour de Roumanie
  - 3e du Gran Premio Industria e Commercio Artigianato Carnaghese
- 2020
  - 2e du Grand Prix World's Best High Altitude
- 2021
  - 3e de l'Istrian Spring Trophy
- 2024
  -  Champion de Russie du critérium
  - 17e étape de la HTV Cup
  - Ladoga’s Gold
  - Laoshan Cycling Challenge
  - Friendship People North-Caucasus Stage Race : 
    - Classement général
    - 1re, 3e et 7e étapes

  - 2e du Tour of Datong Ancient Great Wall
  - 3e du championnat de Russie sur route
- 2025
  - 18e étape de la HTV Cup
  - 2e de la HTV Cup
  - 3e des Cinq anneaux de Moscou

### Classements mondiaux
| Année                                 | 2018  | 2019 | 2020 | 2021 | 2022 | 2023  | 2024  |
| ------------------------------------- | ----- | ---- | ---- | ---- | ---- | ----- | ----- |
| Classement mondial                    | 1980e | 326e | 424e | 833e | nc   | 2171e | 2762e |
| UCI Europe Tour                       | nc    | 268e | 348e | 639e | nc   | nc    | nc    |
| UCI Asia Tour                         | 371e  |      |      |      |      |       |       |
|                                       |       |      |      |      |      |       |       |
| Légende : nc = non classéSource : UCI |       |      |      |      |      |       |       |

## Palmarès sur piste

### Championnats d'Europe
| Édition / Épreuve   | Course aux points |
| Gand 2019 (espoirs) | Bronze            |

### Championnats nationaux
- 2018
  - 3e du championnat de Russie de poursuite par équipes